# Muara Timbuk
Muara Timbuk is een bestuurslaag in het regentschap Empat Lawang van de provincie Zuid-Sumatra, Indonesië. Muara Timbuk telt 973 inwoners (volkstelling 2010).